# エピストロポス
エピストロポス（古希: Ἐπίστροφος, Epistrophos）は、ギリシア神話の人物である。主に、
- イーピトスの子
- エウエーノスの子
- メーキステウスの子

の3人が知られている。以下に説明する。

## イーピトスの子
このエピストロポスは、ナウボロスの子イーピトスとヒッポリュテーの子で、スケディオスと兄弟である。スケディオスとともにヘレネーの求婚者の1人で、トロイア戦争にもポーキス地方の軍勢40隻を率いて参加した。アルゴスの軍勢30隻をスケディオスが、10隻をエピストロポスが率いたともいわれる。

## エウエーノスの子
このエピストロポスは、ミュルネーソスの王エウエーノスの子で、ミュネースと兄弟。ミュネースはブリーセーイスの夫である。トロイア戦争のさいにミュネースともにアキレウスに討たれた。

## メーキステウスの子
このエピストロポスは、メーキステウスの子で、オディオスと兄弟である。ミヌウスの子ともいわれる。トロイア戦争のさい、アリゾーン人（ハリゾーン人）を率い、トロイアを救援して戦った。